# Борна Баришич
Борна Баришич (хорв. Borna Barišić, нар. 10 листопада 1992, Осієк) — хорватський футболіст, лівий захисник турецького клубу «Трабзонспор» та національної збірної Хорватії. На умовах оренди грає за іспанський «Леганес».

## Клубна кар'єра
Народився 10 листопада 1992 року в місті Осієк. Його батько Стіпе Баришич Моляц походить із Галечича, а мати Веріка — зі Стражбениці. Він приєднався до академії «Осієка» в 2003 році і провів там вісім років. Не змігши здобути місце в основній команді, він перейшов до клубу БСК «Бієло Брдо» з сусіднього міста.
Лише після одного сезону Баришич повернувся до «Осієка». У першому сезоні з основною командою Борна провів 23 матчі в Першій лізі, дебютувавши 12 липня 2013 року в грі проти загребського «Динамо» (1:3). Свій перший гол за «Осієк» забив 4 квітня 2014 року в грі проти «Локомотиви». Загалом за два сезони за «Осієк» Баришич провів 49 матчів у чемпіонаті і забив 3 голи.
11 травня 2015 року Баришич підписав п'ятирічний контракт з діючим чемпіоном, клубом «Динамо» (Загреб). Дебютував за нову команду 19 липня 2015 року проти свого попереднього клубу «Осієка». У серпні того ж року Баришич відправився на правах оренди до «Локомотиви», за яку зіграв 19 разів і зробив дві результативні передачі.
Після короткої перерви, 14 червня 2016 року Баришич погодився повернутися до рідного клубу «Осієк». Перший матч після повернення Баришич провів 23 липня 2016 року у грі з «Інтером» із Запрешича (2:0). Загалом за сезон він зіграв у чемпіонаті 32 матчі, забив один гол і віддав сім разів, а «Осієк» фінішував на четвертому місці, що стало його найкращим результатом за останні 10 років.
Влітку 2017 року Баришич привернув увагу київського «Динамо». Хоча він домовився з українцями про особисті умови, в останній момент київське «Динамо» зупинилося на Йосипі Пиваричі із загребського «Динамо». В інтерв'ю Sportske novosti Баришич публічно звинуватив загребців у саботуванні його трансферу. У наступному сезоні 2017/18 «Осієк» знову фінішував на четвертому місці, а Баришич провів 22 матчі в чемпіонаті, забив один гол і віддав чотири результативні передачі.
7 серпня 2018 року Баришич підписав чотирирічний контракт з шотландськими клубом «Рейнджерс», який заплатив за гравця 2,2 мільйона фунтів стерлінгів. Під час першого сезону в новому клубі він отримав травму і основним гравцем не був. Наступного сезону він закріпився в основі під керівництвом нового тренера «Рейнджерс» Стівена Джеррарда, а 29 грудня 2019 року зумів віддати результативні передачі в обох голах у дербі з «Селтіком», який його команда виграла 2:1. Це була перша перемога «Рейджерс» на «Селтік Парк» з 2010 року. 30 січня 2020 року він підписав новий контракт з клубом до 2024 року, а менш ніж через місяць, 18 лютого 2021 року, провів свою 100-ту гру у футболці шотландського клубу, забивши дубль з пенальті у виїзній перемозі над «Антверпеном» (4:3) у 1/16 фіналу Ліги Європи.
2021 року Баришич допоміг «Рейнджерсу» вперше за 10 років виграти чемпіонський титул, завершивши сезон без поразок і набравши рекордні 102 очки. Наступного року він став з командою володарем Кубка Шотландії, а також допоміг команді стати фіналістом Ліги Європи. Станом на 24 травня 2022 року відіграв за команду з Глазго 94 матчі в національному чемпіонаті.
В червні 2024 року Борна Баришич як вільний агент перейшов до турецького «Трабзонспора», уклавши з клубом контракт на три роки.

## Виступи за збірну
11 січня 2017 року дебютував в офіційних матчах у складі національної збірної Хорватії в товариському матчі проти Чилі. У травні 2018 року увійшов до розширеного списку збірної Хорватії на чемпіонат світу 2018 року в Росії, однак не потрапив у фінальну заявку із 23 гравців, які взяли участь у тому чемпіонаті.
Перший гол за збірну забив 21 березня 2019 року вдома у кваліфікації до чемпіонату Європи 2020 року проти Азербайджану (2:1). До кінця кваліфікації він забезпечив собі місце в стартовій 11-ці.
Влітку 2021 року був у складі збірної Хорватії, яка виступала на чемпіонаті Європи 2020 року, зігравши у одному матчі проти Шотландії (3:1).

## Титули і досягнення
- Чемпіон Шотландії (1):

«Рейнджерс»: 2020/21
- Володар Кубка Шотландії (1):

«Рейнджерс»: 2021/22
- Володар Кубка шотландської ліги (1):

«Рейнджерс»: 2023/24
Збірні
- Бронзовий призер чемпіонату світу: 2022